# Karim Essikal
Karim Essikal (Bruxelles, 8 febbraio 1996) è un calciatore belga naturalizzato marocchino, centrocampista del Tubize-Braine.

## Carriera

### Club
Ha giocato nella massima serie belga e in quella marocchina.